# Pierre Louvrier
 (mai 2025).
L'article doit être relu — et modifié si nécessaire — par des contributeurs indépendants pour apporter un regard critique aux contributions effectuées en violation des conditions d'utilisation de Wikipédia, tant sur la forme (notamment concernant le style encyclopédique, la proportionnalité) que sur le fond (la neutralité de point de vue, la qualité et l'indépendance des sources).
 (mai 2025).
Si vous disposez d'ouvrages ou d'articles de référence ou si vous connaissez des sites web de qualité traitant du thème abordé ici, merci de compléter l'article en donnant les références utiles à sa vérifiabilité et en les liant à la section « Notes et références ».
Pierre Michel Louvrier est un homme d'affaires belge, né le 2 décembre 1973 à Mons (Belgique). Il est président du conseil de surveillance du Groupe Clementy, une entreprise domiciliée à Londres, spécialisée dans la restructuration d’entreprises et dans les investissements en situations spéciales. 
Il a particulièrement attiré l'attention de la presse financière internationale, en 2015, lors de sa tentative de rachat du groupe de télécommunication bulgare Vivacom pour une valeur d'entreprise de 900 millions d'euros,.

## Biographie
Pierre Louvrier a étudié le droit à l’Université catholique de Louvain (UCL). Il obtient son diplôme de candidat en droit en 1995. Pour ses études universitaires supérieures, il décide de se spécialiser en économie et en relations internationales. Durant cette période, il a par ailleurs été membre de la Conférence Olivaint de Belgique et fera un stage de deux mois au sein de l’OIT à Genève.
Pendant ses études, Pierre Louvrier devient le cofondateur et actionnaire d’une start-up spécialisée dans les services IT (information technology) qui est l’un des pionniers en Europe du développement d’applications Java. Pressentant l’éclatement de la bulle internet en 2000, Pierre Louvrier vend ses parts dans cette entreprise et se lance dans une carrière de consultant en stratégie d’abord au sein du cabinet de conseil Arthur D. Little puis chez Accenture. Il y conduit principalement des missions de conseil en stratégie, en restructuration, et en valorisation d’entreprises en difficulté.
En 2001, Pierre Louvrier devient consultant au sein de M&A International aujourd’hui devenu Oaklins entreprise de conseil en capital-investisemment et placements. Il se spécialise en restructuration de dettes et en situations spéciales. Il participera notamment au refinancement du Groupe Aloxide, leader européen de l'anodisation d'aluminium, listé sur Euronext (ALCOI.PA). Il quitte M&AI après deux ans pour continuer sa carrière.
Il crée alors son premier groupe d’investissement, CFG Capital, qu’il dirigera et présidera durant 11 ans. Durant cette période, l’homme d’affaires belge vit entre Genève et Moscou et réalise des investissements en France, en Italie, en Belgique et en Russie. Il travaille un temps pour KPMG Russie comme consultant. Il est membre du conseil d’administration d'ASC Holding, 4e distributeur mondial de voitures de luxe et premium, financé par la banque Raifeisen et la banque du groupe Volkswagen.
Il a aussi été présent dans le conseil d’administration de Rusgrain Holding (MCX:RUGR), dont il a été le président du comité d’audit et président du comité des rémunérations pendant 5 ans. Le groupe Rusgrain avait 120.000 hectares de culture de blé et était l’un des leaders mondiaux de production d’œufs. Pierre Louvrier refinancera le groupe avec la banque Unicredit. C’est dans ce contexte qu’il structure pour Rusgrain, Rezana, une unité de trading de grains (basée à Genève), qui a été financée par la banque BNP Paribas.
Face aux sanctions internationales contre la Russie à la suite du conflit armé en Ukraine, Pierre Louvrier cesse ses activités en Russie. Il tente d’investir alors dans le groupe Vivacom en Bulgarie, opération qu’il fait annuler en juillet 2015 à la suite de nombreuses malversations, et à la suite des menaces de la part d'un groupe politico-mafieux composé d’hommes politiques bulgares et d’employés d’une banque d’État russe.
Il réoriente ses activités en Europe de l’Ouest et aux Etats-Unis et devient président du conseil de surveillance du Groupe Clementy. Il entre aux conseils de surveillance de Barkley Asset Management et de Softline International. Il fait entrer Ernst & Young comme auditeur du groupe et accompagne le pilotage de son développement international avec, notamment, la banque suisse UBS.

## Vie privée
Pierre Louvrier partage sa vie entre Londres, Genève et Rome. Il a trois enfants de nationalité belge. Un fils né en 2000 à Bruxelles et une fille née en 2002 à Genève d’Armelle Besson, apparentée au réalisateur Luc Besson. Il a une autre fille née en 2013 et qui vit avec lui à Rome, née de Mademoiselle Diaghilev, apparentée au chorégraphe Serge Diaghilev.
Pierre Louvrier est aussi connu pour entretenir une relation d'amitié avec Gérard Depardieu,.